# DXF
DXF (англ. Drawing eXchange Format) — відкритий формат файлів для обміну графічною інформацією між різними САПР. Був створений компанією Autodesk для забезпечення сумісності між AutoCAD та іншими програмами. Підтримується практично всіма CAD-системами на платформі PC.
DXF був вперше представлений в грудні 1982 року як частина AutoCAD 1.0, як обмінний формат даних, що надає ту ж інформацію, що і закритий внутрішній формат AutoCAD — DWG, специфікація на який ніколи не надавалася. В наш час[коли?] на сайті Autodesk можна знайти специфікації всіх версій DXF, починаючи з AutoCAD Release 13 (листопад 1994 р.) до AutoCAD 2007 (березень 2006 р.).
Версії AutoCAD починаючи з версії 10 (жовтень 1988 р.) підтримують як ASCII так і бінарні форми DXF. Більш ранні версії підтримують тільки ASCII.
В міру того, як AutoCAD ставав все складнішим і підтримував все складніші типи об'єктів, DXF ставав все менш корисним. Нові об'єкти в специфікації формату описувалися не повністю або не описувалися зовсім. Більшість розробників комерційних застосунків, включаючи конкурентів Autodesk, як основний формат обміну з AutoCAD використовують формат DWG, через бібліотеки, що надаються некомерційною організацією Open Design Alliance, яка виконала зворотну розробку формату DWG.
Проте, для більшості практичних потреб нововведені об'єкти, такі як 3D-розширення, не є необхідними. Наприклад, відповідно до вимоги ЄСКД, креслення будь-якого виробу є двовимірним контурним зображенням (ГОСТ 2.301-68, Формати). Тому DXF не тільки не зник, але став де-факто одним із двох стандартів для векторних зображень у відкритих операційних системах і додатках (другий стандарт — SVG). Наприклад (на 2009 рік), векторний графічний редактор Inkscape та САПР QCad підтримують DXF як основний формат.
ASCII версії DXF можна читати з допомогою текстового редактора.